# 1/7

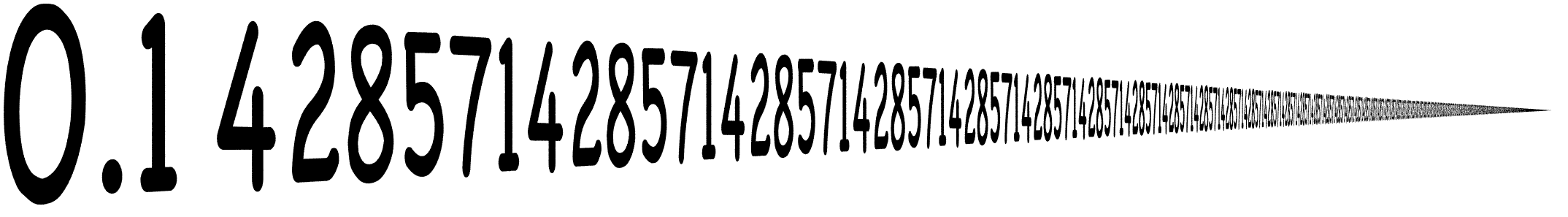
0.142857142857…

1/7（7分の1、ななぶんのいち、しちぶんのいち）は、0 と 1 の間にある有理数である。

## 数学的性質
- 1 ÷ 7 に等しい。7 の逆数である。
- 1/7 = 0.142857142857… (下線部は循環節で長さは6)
  - 1/n の形で巡回数を作る最小の数である。次は1/17。(オンライン整数列大辞典の数列 A001913)
- 円周率 π の小数部分 0.14159265… に近い。つまり、31/7 = 22/7 は π に近く、これは古代から知られる π の近似値である。(オンライン整数列大辞典の数列 A068028)

## その他1/7に関すること
- 1954年イギリスグランプリ - このレースでは、7人のドライバー (ゴンサレス、ホートーン、マリモン、ファンジオ、モス、ベーラ、アスカリ) が1′50″のファステストラップを記録し、樹立者が複数名の場合は人数で等分されることになっていたため、7等分した1⁄7点が各ドライバーに与えられた。

## 符号位置
Unicodeで表記することも可能（Unicode一覧 2000-2FFF）。OS X MavericksおよびWindows 8.1では最初から表示に対応している。それ以外の環境であれば、ARIB外字をUnicodeでサポートしたフォントなどが必要。
| 記号 | Unicode | JIS X 0213 | 文字参照         | 名称   |
| ---- | ------- | ---------- | ---------------- | ------ |
| ⅐    | U+2150  | -          | &#x2150; &#8528; | 7分の1 |